# Pogórze Śląskie
Pogórze Śląskie, česky Slezské podhůří, slezsky Pogōrze Ślōnske, je geomorfologický celek Západobeskydského podhůří, ležící na území jižního Polska a okrajově i na severovýchodě České republiky. Rozkládá se mezi údolím Olše na západě a údolím Skawy na východě, dále jej protínají údolí řek Visla, Bělá, Soła a Wieprzówka. Na jihu sousedí se Slezskými a Malými Beskydy, na severu přechází v Ostravskou a Osvětimskou pánev.
Má podobu úzkého pásu orientovaného ve směru západ-východ s délkou 65 km a šířkou pouhých 5 až 15 km. Rozloha celku je 545 km², střední výška se pohybuje v rozmezí 300 až 500 m nad mořem. Nejvyšším bodem je hora Jasieniowa (521 m) poblíž obce Holešov, prochází po ní rozvodí Odry a Visly. Slezské podhůří tvoří proti denudaci málo odolné flyšové horniny s vložkami vápenců a těšínitů. Převládají zde středně úrodné hnědozemě.
Navzdory pojmenování leží pouze západní část podhůří mezi Olší a Bělou v historickém Slezsku (viz Těšínsko), zbytek patří k Malopolsku. Jedná se o vysoce urbanizovanou oblast, nachází se zde města Těšín, Třinec (některé městské části), Skočov, Bílsko-Bělá, Kęty, Andrychów, Wadowice a mnoho lidnatých vesnic, včetně dvanáctitisícových Koz (největší venkovská obec v Polsku) nebo sedmitisícového Javoří.